# Stan Okoye
Stanley Onyekachukwu Okoye, detto Stan (Raleigh, 10 aprile 1991), è un cestista statunitense con cittadinanza nigeriana.

## Carriera
Cresce alla Knightdale High School, dove realizza oltre 1.300 punti e 550 rimbalzi, e al college con la maglia del Virginia Military Institute.
Nel 2009-10 è il miglior marcatore freshmen della Big South Conference con 14,2 punti, 6,6 rimbalzi e 1,5 stoppate all'attivo e viene inserito nel quintetto Big South All-Freshmen Team. L'anno successivo trascina la squadra fino alla finale grazie ai 16,8 punti e 8 rimbalzi di media. I due anni successivi migliora ancora le cifre: 17,1 punti, 7,2 rimbalzi e 2 assist nel 2011/2012 e 21,5 punti, 9,4 rimbalzi, 2,6 assist nel 2012-13. Conquista cinque premi di Player of the Week e il titolo di Player of The Year nella Big South Conference.
È l'unico cestista nella storia del Big South Tournament ad avere realizzato oltre 2.000 punti (2.146), 900 rimbalzi (962) e 100 stoppate (103).
Esordisce tra i professionisti in Grecia all'Irakos, passando poi in Israele prima al Maccabi Hod Hasharon e poi al Barak Netanya (23 minuti, 8,5 punti, 7,2 rimbalzi e 1,2 stoppate). Chiude la stagione in Australia con i Perth Redbacks con 28,4 punti, 11,3 rimbalzi, 1,8 assist di media.
Il 16 agosto 2014 firma in Italia alla Pallacanestro Varese, per proseguire il percorso cestistico italiano a Matera, Trapani e Udine. Il 27 maggio 2017 firma un contratto di un anno con Varese, tornando così nella squadra lombarda dopo due stagioni.
Il ritorno a Varese risulta un vero trampolino di lancio: i 15,1 punti e i 7,8 rimbalzi gli permettono di approdare in Liga ACB. Al termine della stagione verrà inserito nel quintetto ideale della lega.